# Русаново (деревня, Староторопское сельское поселение)
 Русаново  — опустевшая деревня в Западнодвинском муниципальном округе Тверской области.

## География
Находится в юго-западной части Тверской области на расстоянии приблизительно 3 км по прямой на запад-юго-запад по прямой от железнодорожной станции в поселке Старая Торопа к югу от железнодорожной линии Москва-Рига.

## История
Деревня уже была отмечена на карте Шуберта западной части России (1826—1840 года). В 1877 году здесь (деревня Торопецкого уезда Псковской губернии) было учтено 3 двора, в 1927 — 12. До 2020 года входила в состав ныне упразднённого Староторопского сельского поселения.

## Население
Численность населения: 27 человек (1877 год), 0 как в 2002 году, так и в 2010.